# Білоруська печера
Білоруська (рос. Белорусская) — печера, розташована в Абхазії, Гудаутському районі, на південному схилі Бзибського хребта.
Протяжність 300 м, глибина 210 м, площа 300 м², об'єм 45000 м³, висота входу 800—850 м.

## Складнощі проходження печери
Категорія складності 2Б. Під час дощів відзначене сильне капання.

## Опис печери
Вхідний отвір — провал діаметром 7 м. На похилому дні 80-метрового колодязя глибовий завал і вузький прохід до каскаду внутрішніх колодязів глибиною від 10 до 50 м з короткими горизонтальними ділянками між ними. Порожнина кінчається бриловими навалами на глибині 195 м і вузькою вертикальною щілиною (-210 м).
Закладена в нижньокрейдових вапняках.

## Історія дослідження
Шахта виявлена і пройдена до 100 м в 1980 р. експедицією мінських спелеологів (кер. М. В. Вальков). У 1981 р. досягнута глибина 205 м (кер. В. Б. Залеський), а в 1981 р. −210 м (кер. В. Трусов).